# Lincolnshire Poacher

"The Lincolnshire Poacher" foi uma poderosa estação de rádio ondas curtas emissora de números que transmitiu de Chipre do meio da década de 1970 até junho de 2008. A estação ganhou seu nome comumente conhecido por usar a melodia da canção popular inglesa "The Lincolnshire Poacher" como um sinal de intervalo. Acreditava-se que a estação era operada pelo MI6 britânico, e que seu sinal era emitido da ilha de Chipre. Radiogoniometria amadora indicou a fonte como sendo a base da Força Aérea Real em Acrotíri, Chipre, onde várias antenas HRS foram identificadas como sendo a transmissora.
Consistia de uma voz feminina, sintetizada eletronicamente, com sotaque inglês, que lia grupos de cinco números, por exemplo, "0-2-5-8-8". O número final de cada grupo era falado com um tom mais forte. É provável que a estação fosse usada para comunicar-se com espiões operando em outros países, com as mensagens a serem decodificadas usando um one-time pad.